# Elygea apta
Elygea apta là một loài bướm đêm trong họ Erebidae.